# Rieselfelder Düren
Die Rieselfelder Düren lagen am Rand des Dürener Stadtteils Birkesdorf.
Die Anlage zur Abwasserreinigung lag westlich von Birkesdorf hinter der Autobahnmeisterei. Die Rieselfelder wurden bereits 1913 angelegt. Interessant war die Berufsbezeichnung eines Mitarbeiters: er nannte sich „Regenmeister“. Seine Aufgabe war es, die Felder bei starkem Gestank und Trockenheit mit Wasser zu beregnen.
Am 18. Juni 1941 fielen beim zwölften Luftangriff auf Düren drei Sprengbomben auf die Anlage.
Nach dem Bau der Kläranlage auf der nördlichen Seite der Bundesautobahn 4 wurden die Rieselfelder Ende der 1960er/Anfang der 1970er Jahre funktionslos.